# Entlebuch (Region)

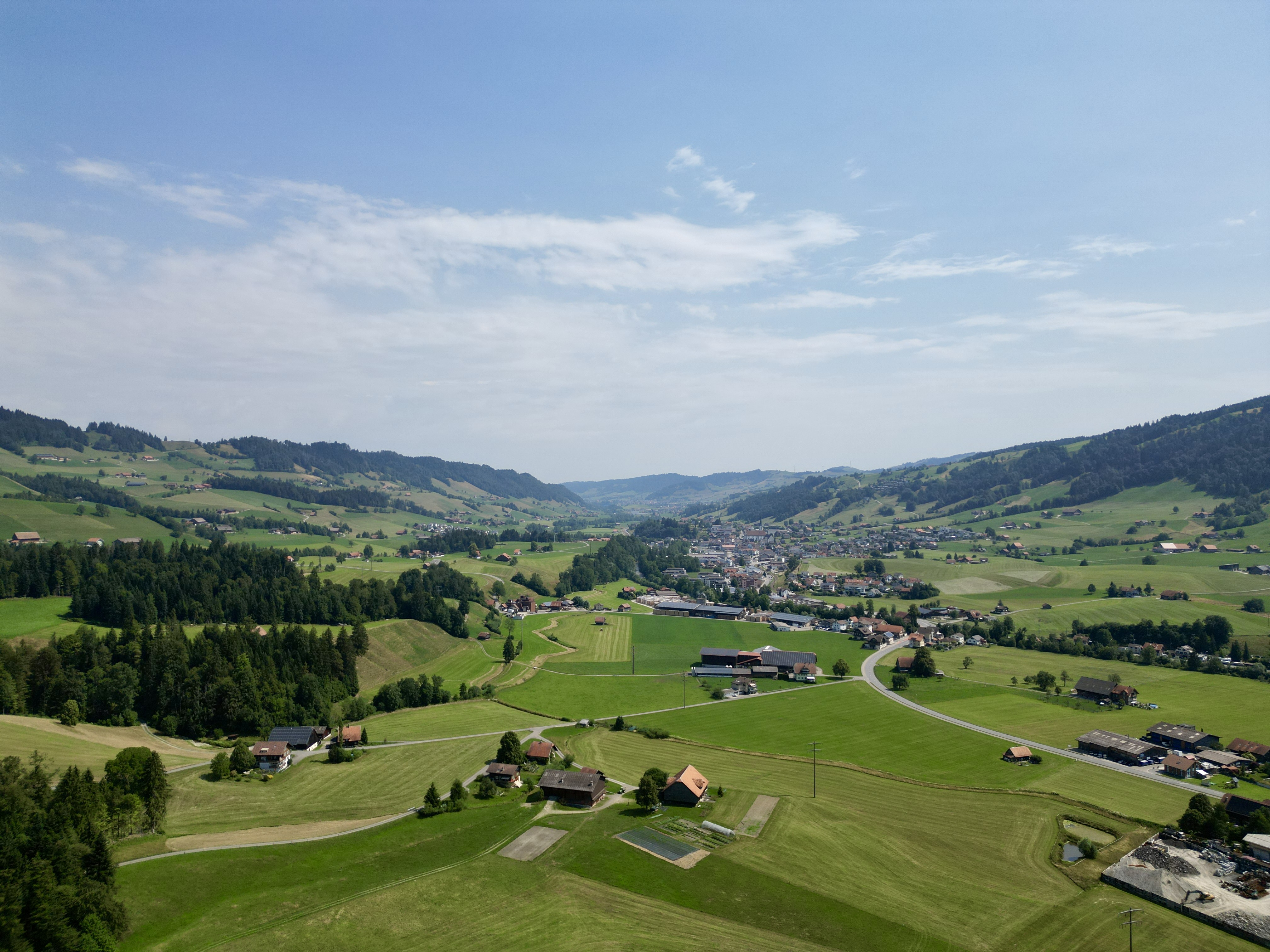
Bei Schüpfheim, nach NW

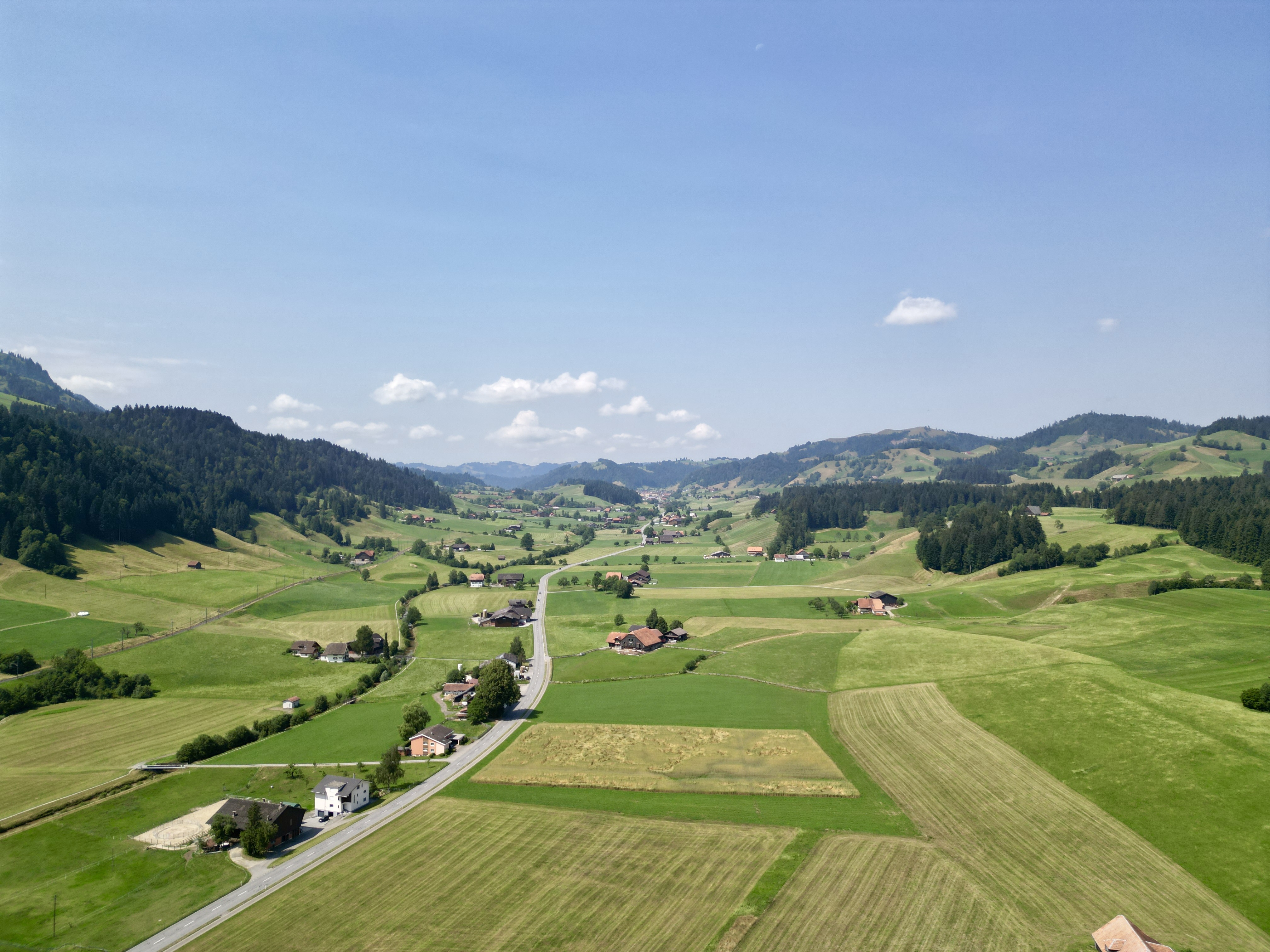
Bei Schüpfheim, nach Westen

Das Entlebuch (früher auch Entlibuch) ist das 397 km² grosse Haupttal der Kleinen Emme zwischen Bern und Luzern im Kanton Luzern in der Schweiz. 
Die Region entspricht der historischen Vogtei Entlebuch (Entlibuch) und gleichermassen dem von 1803 bis 2012 bestehenden Amt Entlebuch. Der 2012 entstandene Wahlkreis Entlebuch umfasst zusätzlich zur historischen Region auch noch die Gemeinde Wolhusen.
Seit 2001 besteht deckungsgleich mit der Region Entlebuch auch die sogenannte UNESCO Biosphäre Entlebuch (UBE) nach den Sevilla-Kriterien der UNESCO.

## Geographie
Das Entlebuch setzt sich aus den sieben Luzerner Gemeinden Doppleschwand, Entlebuch, Escholzmatt-Marbach, Flühli, Hasle, Romoos und Schüpfheim sowie dem Ortsteil Schachen der Gemeinde Werthenstein zusammen. 
Die Gesamtfläche verteilt sich auf 43 % Wald, 30 % landwirtschaftlich genutzte Flächen (Wiesen, Weiden, Niedermoore), 18 % Alpwiesen, 3 % Siedlungen und 7 % unproduktives Land (Hochmoore und Felsland).

## Geschichte

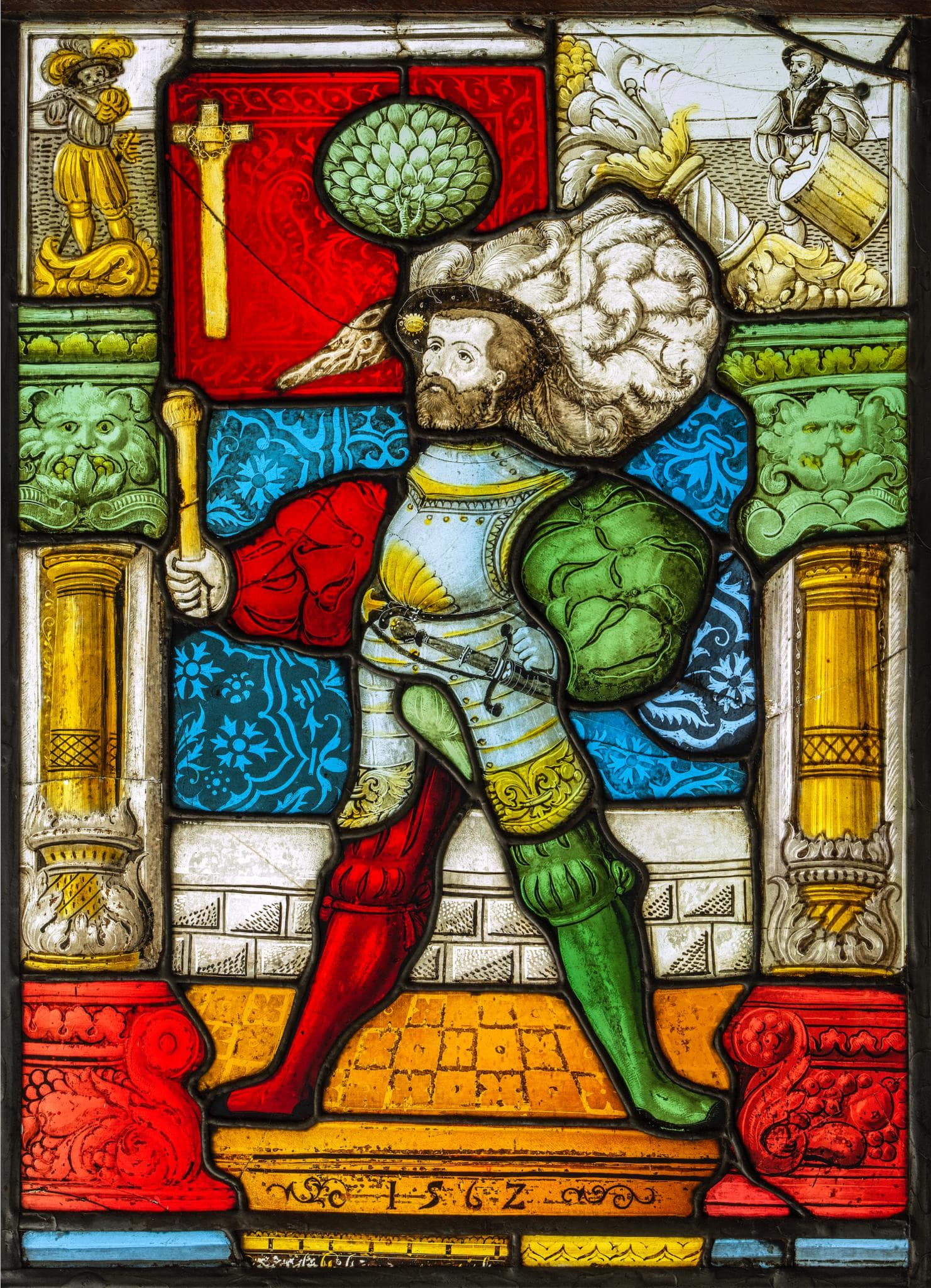
Entlebucher Amtsscheibe mit Bannerträger (1562)

Der Name Entlebuch ist 1139 erstmals belegt (als Enndlybuch, Endtlibuͦch), er ist eine Ableitung zum Namen der Entle (seinerseits ein ursprünglich keltischer Gewässername, ein Parallelname ist der Name der Andlau).
Im Hochmittelalter war das Entlebuch Herrschaftsgebiet der Herren von Wolhusen, seit 1313 als österreichisches Lehen.
1370 vertrieben die Entlebucher ihren Landvogt und begründeten ein Burgrecht mit Luzern. In die Zeit von 1380 fällt der Konflikt mit Obwalden (Schlacht bei Sörenberg) und die Sage um den Entlebucher «Nationalhelden», Windtrüeb.
Nach dem Friedensschluss mit Habsburg 1394 wurde 1395 das Verhältnis zwischen Luzern und Entlebuch formell geregelt. Das Entlebuch blieb mit Luzern verbündet, konnte aber sein eigenes Banner, Siegel und Gericht behalten. Das ältere Entlebucher Landesbanner von ca. 1382 zeigt im roten Feld eine Buche mit weissem Stamm und grünen Blättern; die Buche hat drei Wurzeln und sieben Zweige, dieselbe Darstellung wurde für das moderne Gemeindewappen von Entlebuch gewählt.
Bereits 1405 kam es aber zur engeren Bindung mit Luzern, und Banner und Siegel mussten aufgegeben werden, Entlebuch wurde eine der grossen Vogteien Luzerns (neben Willisau, Rothenburg, Ruswil und Münster), deren Vögte einen Sitz im Kleinen Rat innehatten.
Die Entlebucher durften aber eigene Auszugsfahnen (Vennly) behalten, und eine solche Amtsfahne von 1472 ist erhalten, seit 1479 trug sie ein von Papst Sixtus IV. verliehenes Passionskreuz im Eckquartier.
Nach Unruhen 1514 gewährte Luzern dem Amt wieder grössere Souveränität, und das Entlebuch führte nun wieder Siegel, Banner und Wappen. Als Amtswappen wurde seit dieser Zeit die silberne Buche und das goldene Kreuz mit Dornenkrone im roten Schild gezeigt.
Die Mitte des 20. Jahrhunderts postulierte (und heute nicht mehr unumstrittene) Brünig-Napf-Reuss-Linie ist eine alte Kulturgrenze, die das Entlebuch vom Emmental abtrennt. Die entlang der Ilfis verlaufende Grenze zwischen dem Entlebuch und dem zum Herrschaftsgebiet Berns gehörenden Emmental wurde nach langen Streitigkeiten mit der «Völligen Richtung» von 1470 fixiert. Diese Grenze wurde mit der Reformation auch zur Konfessionsgrenze zwischen dem katholischen Luzern und dem reformierten Bern.
1580 folgte eine Dreiteilung des Amtes in oberes (Escholzmatt und Marbach), mittleres (Schüpfheim und Flühli) und unteres (Entlebuch, Hasle, Romoos und Doppleschwand) Amt.
Erst die Helvetik (1798) teilte das Amt in einzelne politische Gemeinden, von dieser Zeit an hatte das Amt Entlebuch den administrativen Charakter eines Bezirks (seit 2013 Wahlkreis).
Die Gemeinde Werthenstein stellte einen Zusammenschluss der Siedlungen Werthenstein, Wolhusen-Markt und Schachen dar. Davon gehörte Schachen historisch zum Entlebuch, Werthenstein selbst war Teil der Landvogtei Rothenburg. Das führte zu Streitigkeiten um die Zugehörigkeit der modernen Gemeinde. Von 1798 bis 1803 wurde sie dem helvetischen Distrikt Ruswil zugeteilt. Auf Proteste der Bewohner von Schachen, die sich als Entlebuch verstanden, wurde Schachen bereits 1799 dem Distrikt Schüpfheim zugeteilt. Von 1803 bis 1831 gehörte die Gemeinde Werthenstein (ohne Schachen) dann zum Amt Entlebuch, von 1831 bis 1889 zum Amt Sursee, seit 1889 dann wieder, nun mit erneuter Eingemeindung von Schachen, zum Amt Entlebuch.

## Kultur
Die Region hat 17'000 Einwohner und weist einen ausgesprochen ländlichen Charakter und dadurch ein ausgeprägtes, geschichtlich gewachsenes und gut erhaltenes Regional- und Kulturbewusstsein auf, das sich unter anderem durch ein aktives und intaktes Vereinsleben äussert. 
Seit 2004 diskutieren Projektgruppen verschiedene planerisch-politische Entwicklungsvarianten des Entlebuchs im Rahmen des Projektes «Vogelschau». Auf den Prüfstand kamen insbesondere die Varianten Status quo mit vertiefter Zusammenarbeit, Klein- und Gesamtfusion. Daraus resultieren die unter dem Arbeitstitel «G4» laufenden Fusionsverhandlungen der Gemeinden Entlebuch, Hasle, Schüpfheim und Flühli. Die beiden Gemeinden Marbach und Escholzmatt fusionierten per 1. Januar 2013 und wurden zur Gemeinde Escholzmatt-Marbach.

## UNESCO Biosphäre Entlebuch (UBE)

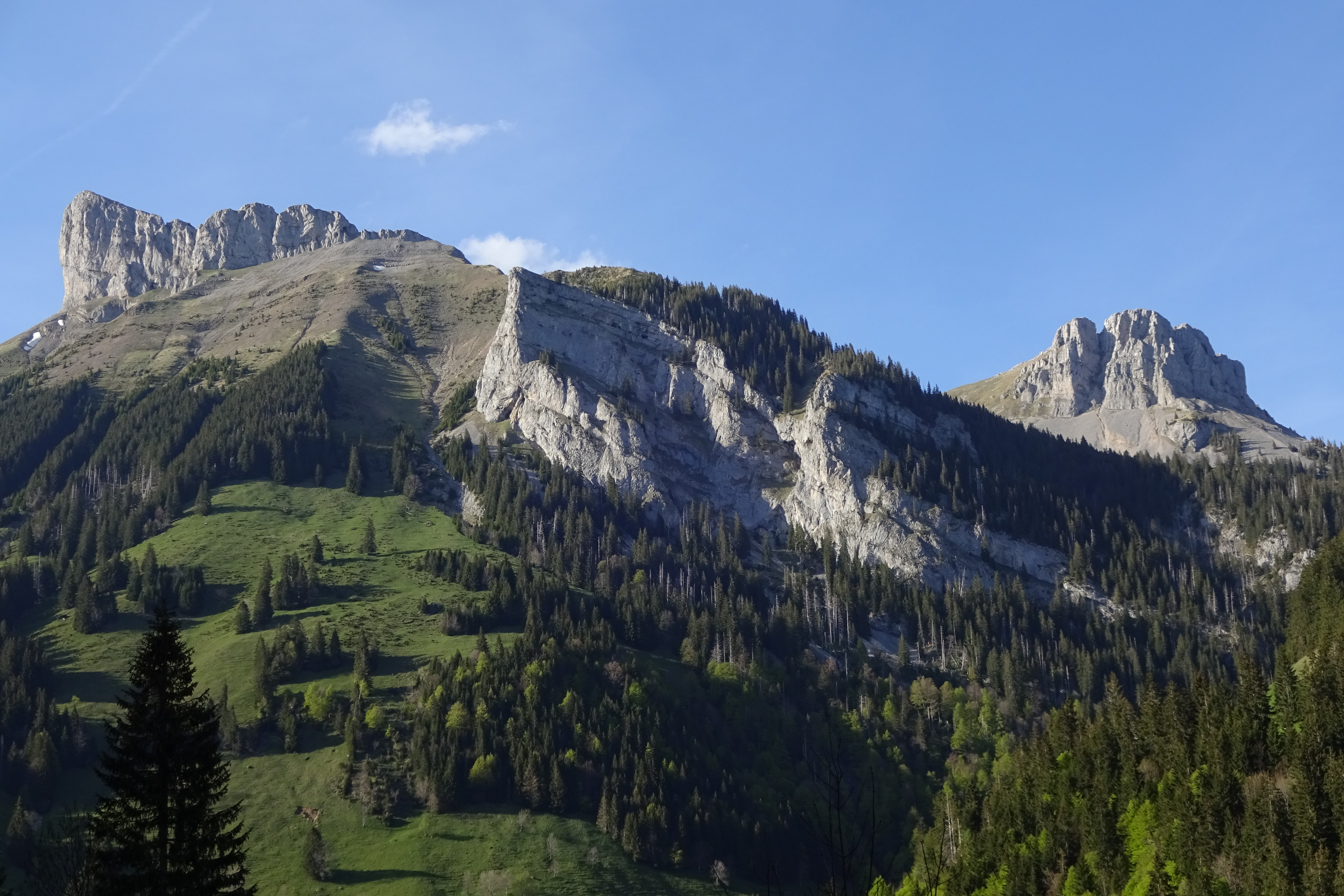
Schrattenfluh von Süden: Schibengütsch, Achs & Böli

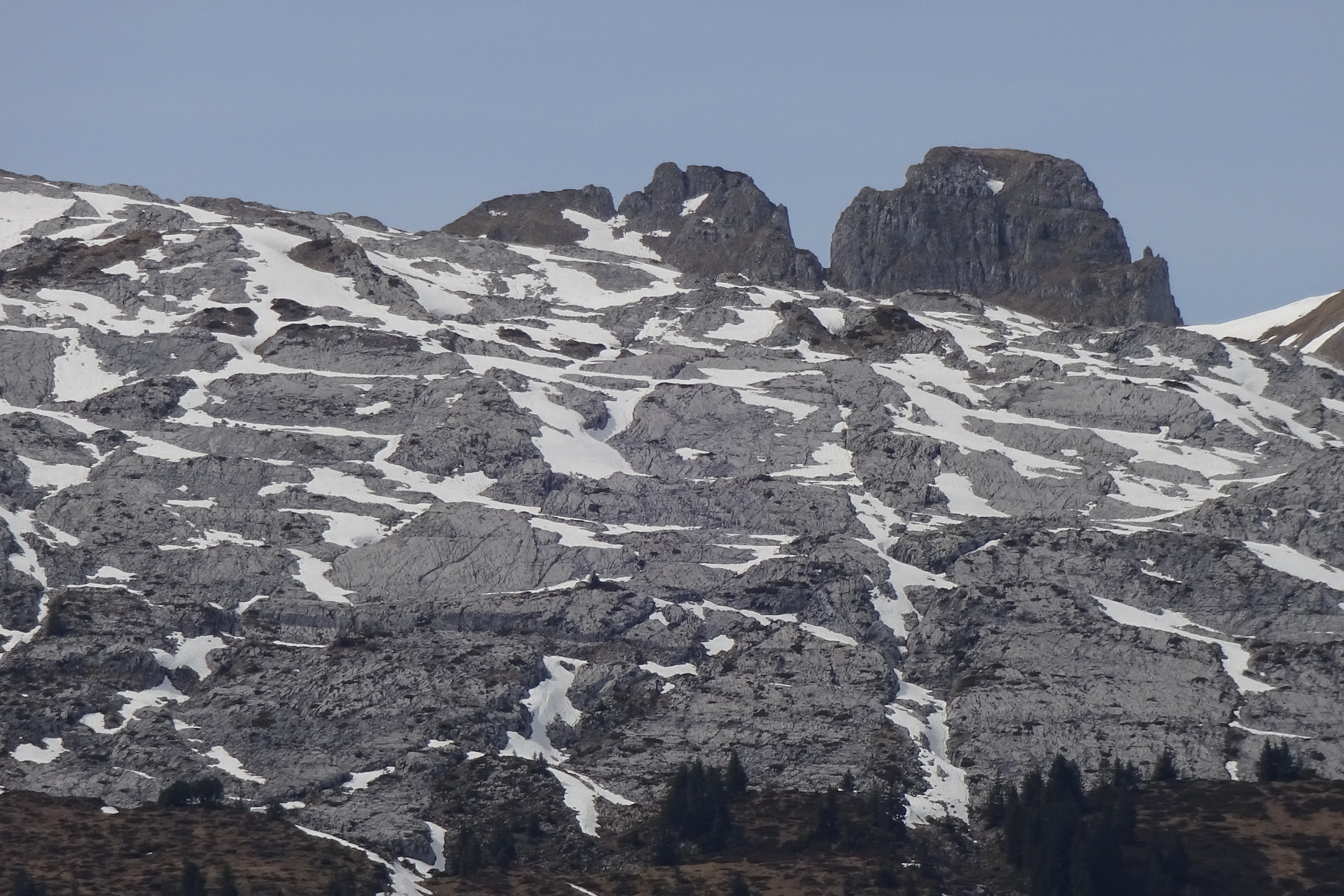
Schrattenfluh-Südostabdachung: Hängst, Karrenfeld

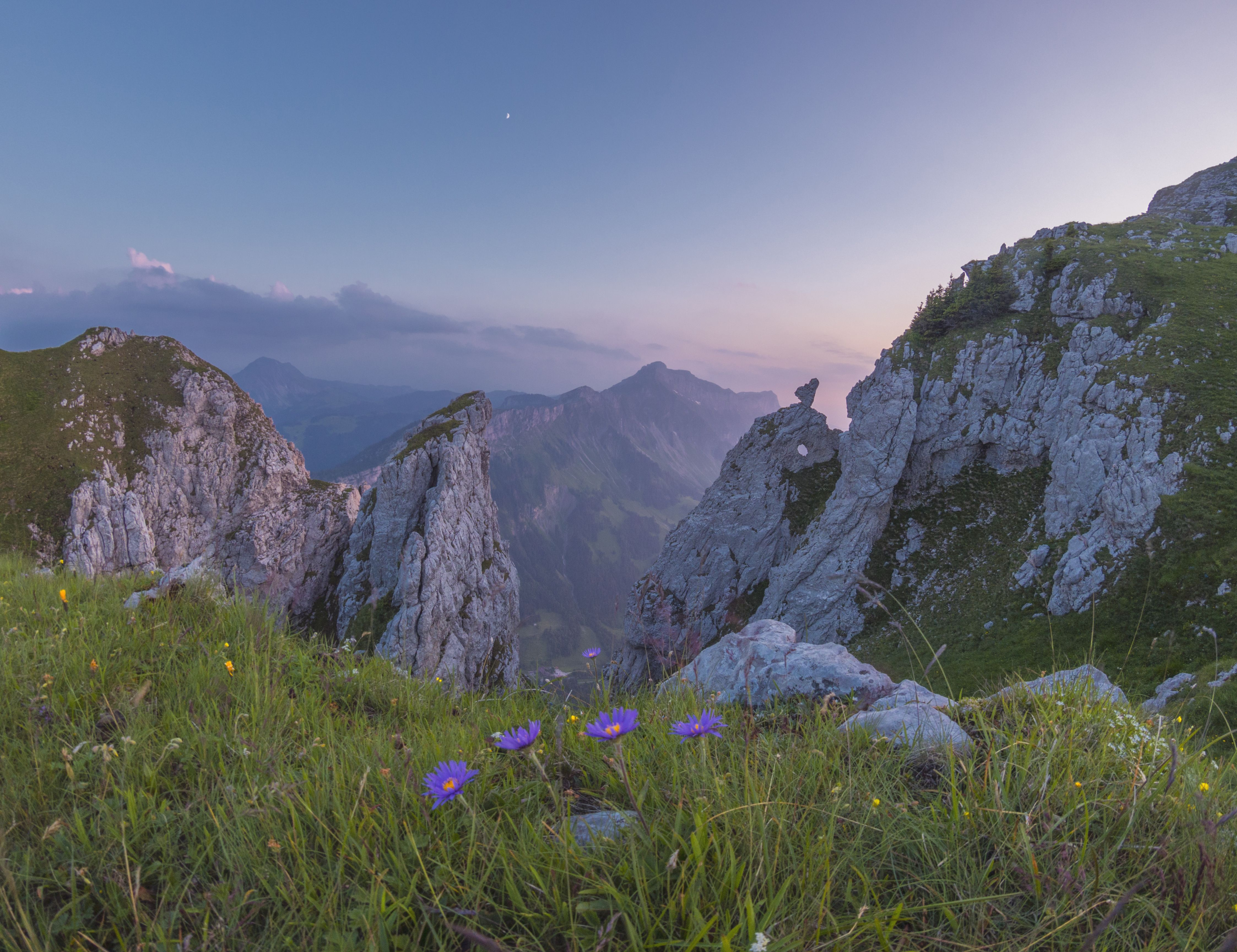
Alpenastern beim Felsdurchbruch südlich des Schibengütsch

Das Entlebuch ist seit 2001 neben dem Schweizer Nationalpark das zweite UNESCO-Biosphärenreservat der Schweiz, jedoch das einzige nach den Sevilla-Kriterien der UNESCO von 1995. Es ist das erste Biosphärenreservat weltweit, das durch eine Volksabstimmung und unter partizipativer und kooperativer Mitwirkung der lokalen Bevölkerung begründet wurde. Seit 2008 ist die UBE zusätzlich Regionaler Naturpark von nationaler Bedeutung gemäss Pärkeverordnung der Schweiz. Bis 2022 war der Mitbegründer Theo Schnider Direktor der Biosphäre, bevor er durch die ehemalige Direktorin des Natur- und Tierpark Goldau abgelöst wurde.

### Entstehung
Im Entlebuch sind rund ein Drittel der Arbeitnehmenden im ersten Sektor (Land- und Forstwirtschaft) tätig, ein Viertel im zweiten und nur rund 40 % im dritten Sektor. Verglichen mit dem Schweizer Durchschnitt ist der einkommensschwache erste Sektor stark übervertreten, als ausgesprochen ländliche Region steht das Entlebuch unter akutem wirtschaftlichem Druck. Seit der Umsetzung der Rothenthurm-Initiative anfangs der 1990er-Jahre schränken dazu rechtliche Nutzungsvorgaben die freie Bewirtschaftung auf etwa der Hälfte der Gesamtfläche des Entlebuchs, vorwiegend in Flach- und Hochmooren, ein. Diese Restriktionen waren der Ursprung des Biosphärengedankens, der vorsah, die Einschränkungen als touristisches Potential in Wert zu setzen. Dieser Hintergrund lässt die stark regionalwirtschaftliche und touristische Ausrichtung des Biosphärenreservats verstehen.

### Naturlandschaft
Herausragende naturräumliche Charakteristiken des Entlebuchs sind die ausgedehnten Moore sowie die Karstlandschaft Schrattenfluh. Mehr als 20 % aller intakten Hochmoore der Schweiz befinden sich im Perimeter der UBE, häufig sind sie in kurzer Distanz zu trockenen Lebensräumen, was zu einer ausgesprochen vielfältigen Flora und Fauna auf kleinstem Raum führt. Insgesamt sind 135 Flach- und Hochmoore sowie vier Moorlandschaften von nationaler Bedeutung im Biosphärenreservat verzeichnet. Dazu kommen vier Auenlandschaften, einige Amphibienlaichgebiete und Trockenwiesen sowie drei Landschaften von nationaler Bedeutung. Insgesamt sind mehr als 50 % der gesamten Fläche der UBE unter Schutz gestellt. Neben einigen Bergföhren- und Fichten-Hochmoorwäldern dominieren im Entlebuch Buchen-Tannen-, Tannen-Fichten- und Fichtenwälder.

### Bildung
Die UBE setzt sich für die Umsetzung der „UN-Dekade Bildung für nachhaltige Entwicklung“ 2005–2014 in der Region ein. Für auswärtige Kinder und Jugendliche bietet die UBE eine mehrtägige Biosphärenschule an. Einheimische Kinder und Jugendliche werden mit einem speziellen regionalen Angebot, dem „Äntlibuecher Schuelschätz“, schweizerdeutsch für „Entlebucher Schulschätze“, auf allen Primar- und Sekundarstufen jeweils einmal pro Jahr für die nachhaltige Entwicklung ihres Lebensraumes sensibilisiert. Spezielle Lehr- und Lernzentren sowie eine grosse Zahl an organisierten Exkursionen runden das Angebot ab. In einem weiteren Projekt sollen die Erwachsenenbildung und der Bildungstourismus weiter ausgebaut werden.

### Regionalwirtschaft
Die UBE setzt sich für eine nachhaltige Entwicklung auf regionaler Ebene ein, indem regionale Produkte und Partner berücksichtigt werden und regionale Kreisläufe geschlossen werden. Die Vermarktung von regionalen Produkten, Dienstleistungen und touristischen Angeboten wird durch die Herkunfts- und Qualitätsmarke „Echt Entlebuch“ gefördert. Zurzeit sind über 50 Betriebe mit mehr als 200 Produkten zertifiziert.